# Маслова Ніна Костянтинівна
Ніна Костянтинівна Маслова (рос. Ни́на Константи́новна Ма́слова; 27 листопада 1946 року, Рига) — радянська і російська кіноактриса. Заслужена артистка Росії (2006).

## Біографія
Через розлучення батьків (батько пішов з сім'ї, коли Ніні було 5 років), та напружені відносини з вітчимом Ніна прожила важке дитинство, часто тікала з дому, була відсутня тижнями, рано познайомилася з алкоголем.
Із 1964 по 1965 рік — студентка Московського гідромеліоративного інституту. Зрозумівши, що інженерна професія не для неї, вступила до театрального вузу.
Із 1965 по 1967 рік — студентка Школи-студії МХАТ. Була відрахована з формулюванням «за погану поведінку».
Із 1967 по 1971рік — студентка ВДІКу. У 1971 році закінчила ВДІК (майстерня С. Герасимова і Т. Макарової).
Починаючи з 1971 року — актриса Театру-студії кіноактора .

## Фільмографія
1. 1967 — Бажаємо успіху — Ніна
2. 1969 — Звинувачуються в убивстві — Еля
3. 1969 — Біля озера — партнерка Альоші в спектаклі
4. 1971 — Російське поле — Ніна, дочка Антоніни
5. 1972 — Бій з тінню — знайома Лариси за столиком у ресторані
6. 1972 — Велика перерва — Вікторія Коров'янська (чарівна учениця, яка не хоче працювати і «все про всіх завжди знає»)
7. 1973 — Життя на грішній землі
8. 1973 — Іван Васильович змінює професію — цариця Марфа Василівна Собакіна
9. 1973 — Товариш бригада — Марина
10. 1975 — Афоня — Олена (Леночка, Елен), красуня з 139-ї квартири
11. 1975 — Спадкоємці
12. 1976 — Посміхнися, ровеснику! / Soviel Lieder, soviel Worte — Маша / Марія
13. 1976 — Зберегти місто / Ocalic miasto — Маша
14. 1977 — Право першого підпису — дружина Казакова
15. 1978 — Я хочу вас бачити / Ich will euch sehen — Надя
16. 1978 — Голубка — Ніна
17. 1978 — Молодість з нами — Варя Стрельцова
18. 1984 — Пісочний годинник — Галя
19. 1985 — Небезпечно для життя! — дама з собачкою
20. 1985 — Щиро Ваш… — офіціантка в ресторані
21. 1985 — Салон краси — Ніна Костянтинівна, режисер телебачення
22. 1987 — Акселератка — дівчина, що фотографується на пляжі
23. 1989 — Дві стріли. Детектив кам'яного століття — коханка Ходока
24. 1990 — Аферисти — бухгалтер
25. 1990 — Невстановлена особа — Лариса
26. 1991 — Блукаючі зірки — Голда
27. 1991 — Депресія — Люда, посудомийка
28. 1996 — Старі пісні про головне 2 — Олена, знайома Борщова, що не бачила його 20 років (у титрах не вказано)
29. 1999 — Д. Д. Д. Досьє детектива Дубровського — мати Лери
30. 2001 — Ідеальна пара (серія «На білому катері») — директор села
31. 2003 — Пригоди мага (6-я серія) — тітка Дуся
32. 2007 — Терміново в номер (серія «Фотографія на пам'ять») — сусідка Світлани
33. 2010 — Російська рулетка. Жіночий варіант — Тоня, актриса на пенсії
34. 2014 — Таємниця темної кімнати

## Озвучування фільмів
- 1972 — Анатомія кохання
- 1975 — Професія: репортер — Дівчина
- 1979 — Д'Артаньян та три мушкетери — маркіза, коханка короля